# Токарівка Друга
Токарі́вка Друга — село в Україні, у Дергачівській міській громаді Харківського району Харківської області. Населення становить 34 осіб. До 2020 орган місцевого самоврядування — Токарівська сільська рада.

## Географія
Село Токарівка Друга знаходиться на лівому березі річки Татарка, вище за течією на відстані 2 км розташоване село Токарівка, нижче за течією на відстані 1 км — село Лобанівка, на протилежному березі знаходиться село Дубівка, на відстані 2 км знаходиться залізнична станція Цупівка.

## Історія
Село постраждало внаслідок геноциду українського народу, проведеного урядом СССР в 1932—1933 роках, кількість встановлених жертв в Токарівці і Токарівці Другій — 49 людей.
12 червня 2020 року, розпорядженням Кабінету Міністрів України № 725-р «Про визначення адміністративних центрів та затвердження територій територіальних громад Харківської області», увійшло до складу Дергачівської міської громади.
19 липня 2020 року, в результаті адміністративно-територіальної реформи та ліквідації Дергачівського району, село увійшло до складу Харківського району.